# Fapro
Fapro SpA es una empresa chilena que provee servicios tecnológicos plug and play en el área financiera por medio de procesos automatizados. Fue fundada en Santiago de Chile  el  16 de agosto de 2019 por Maximiliano Ortiz Vial, Pablo Carrasco y Leonardo Hidalgo.
La sede de Fapro SpA está ubicada en la región metropolitana de Santiago de Chile y su operación  abarca, además de Chile, México y Perú.

## Historia
La empresa Fapro SpA inicio sus actividades en 2019 y fue fundada por Maximiliano Ortiz Vial, Pablo Carrasco y Leonardo Hidalgo, su actividad principal fue el desarrollo de  un software que ofrece soluciones seguras a la industria financiera por medio del uso de procesos automatizados e inteligentes; la herramienta desarrollada por Fapro SpA conecta a los clientes, las instituciones financieras, proveedores y deudores con la data tributaria en línea; la misma está basada en un modelo Fintech,  su clientela se conforma, principalmente, de pequeñas y medianas empresas (PyMeS).
Para el inicio de su actividad la empresa lanzó la primera versión de su software que permitió la evaluación de los riesgos financieros de las operaciones hechas por las PyMes, con respecto a la solicitud de créditos.  En principio la herramienta solo ejecutaba funciones requeridas por el sector financiero, algunas de ellas era información clave en gráficos, acceso a la data tributaria, proyecciones y análisis de riesgos; luego se convirtió en un programa de gestión financiera que permite conectarse con sistemas como el Servicio de Impuestos Internos (SII) de Chile y obtener información tributaria actualizada.
En el año 2020 el gobierno chileno digitalizó el Sistema Tributario, como otras  empresas del área Fapro SpA actualizó su software aplicado a las operaciones financieras de sus clientes en ese país, el equipo de desarrollo creó estándares en sus funciones para acceso a la data financiera, detección de fraudes entre otros aspectos relacionados con el área.
En el año 2022 formó parte del Programa Growth 3 New Generation,ese mismo año el Centro de Innovación UC  e Invexor Venture Patners selecciona a Fapro como miembro del programa Discovery-A. En el año 2023 el Congreso Nacional de Chile promulgó La Ley 21521, la cual estableció el marco legal para la prestación de servicios financieros tecnológicos en ese país, esta medida representó para Fapro la adecuación de su modelo de negocios y su software a los lineamientos establecidos en esta ley. En junio de ese mismo año ingresa a la Cámara de Comercio de Santiago de Chile.En diciembre del año 2023 AWS le otorga a Fapro su reconocimiento  en optimización de procesos y estandarización de seguridad para empresas en Latinoamérica.
Desde 2024 Fapro opera con estándar ISO/IEC 27001 certificado por Det Norske Veritas (DNV),  además ofrece en Perú sus servicios tecnológicos para sectores de financiamiento, seguros e inversiones. En 2024 crea la unidad I+D basada en producto;  ese mismo año recibe el reconocimiento de Innovador Financiero en Latinoamérica por Fintech Américas 2024 como proveedor de Analítica y Datos;  y el reconocimiento  en Latinoamérica por Finnovista Fintech Radar.

## Reconocimientos y Premios
- Growth 3 new generation Startup.[17]
- Growth 3 new generation Startup 2023
- Premio Gacela 2022- Archgroup.[18]
- Discovery-A  Centro de Innovación UC e Invexor Venture Partner 2022.[19]
- Caso de éxito AWS 2023 Latam.[20]
- Innovador Financiero Fintech Américas 2024.[21]
- Certificación ISO/IEC 27001 por Det Norske Veritas (DNV) 2024.[22]
- Finnovista Fintech Radar 2024.[16]

## Fapro en la Industria Financiera
Desde su inicio, Fapro ha transado más de 33 mil millones de dólares en Chile, además ha conectado a más de 28 mil empresas por medio de sus servicios ofrecidos.
Este modelo ha permitido establecer una conexión entre los actores financieros con sus clientes, a través de los servicios de open data y open finance; sus servicios contribuyen a la conectividad entre los distintos participantes del ecosistema financiero. 
Fapro ha realizado desde sus inicios un análisis del comportamiento del cliente, donde se evalúa su necesidad y preferencia, la información es obtenida de fuentes oficiales y de data no convencional. Fapro ha proporcionado ha sectores como la banca, seguros, inversiones y crédito información sobre sus clientes; esto le permitió crear ofertas personalizadas y análisis de gestión de riesgo inteligente.